# محوطه شماره ۶ مچ قاسم
محوطه باستان شماره ۶ مچ قاسم مربوط به سده‌های میانه دوران‌های تاریخی پس از اسلام است و در شهرستان ایرانشهر، بخش بمپور، دهستان بمپور شرقی، ۷ کیلومتری غرب شهرک شهید بهشتی واقع شده و این اثر در تاریخ ۲۷ اسفند ۱۳۸۶ با شمارهٔ ثبت ۲۲۶۸۶ به‌عنوان یکی از آثار ملی ایران به ثبت رسیده است.